# Snaresbrook (London Underground)

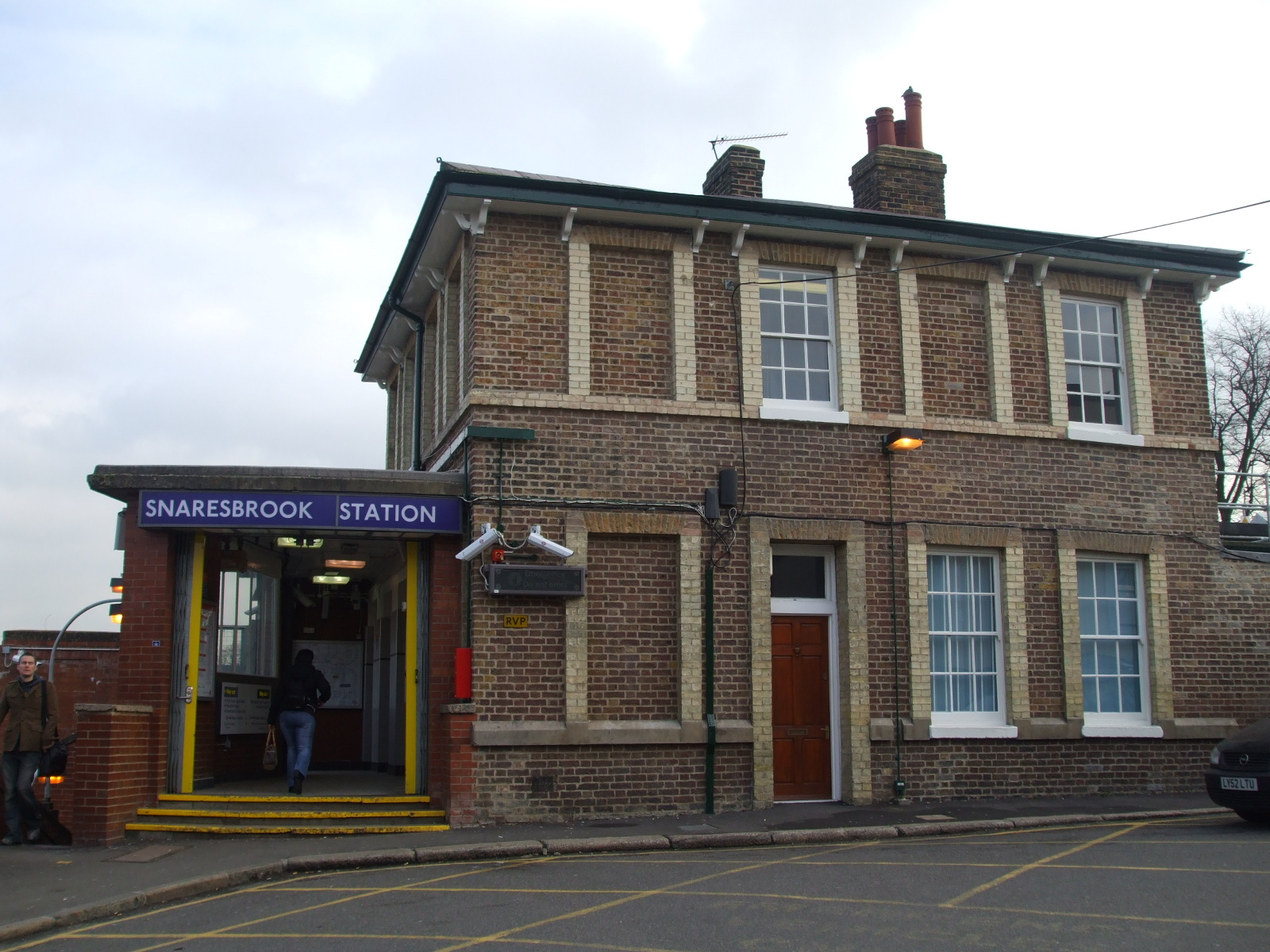
Stationsgebäude, 2008

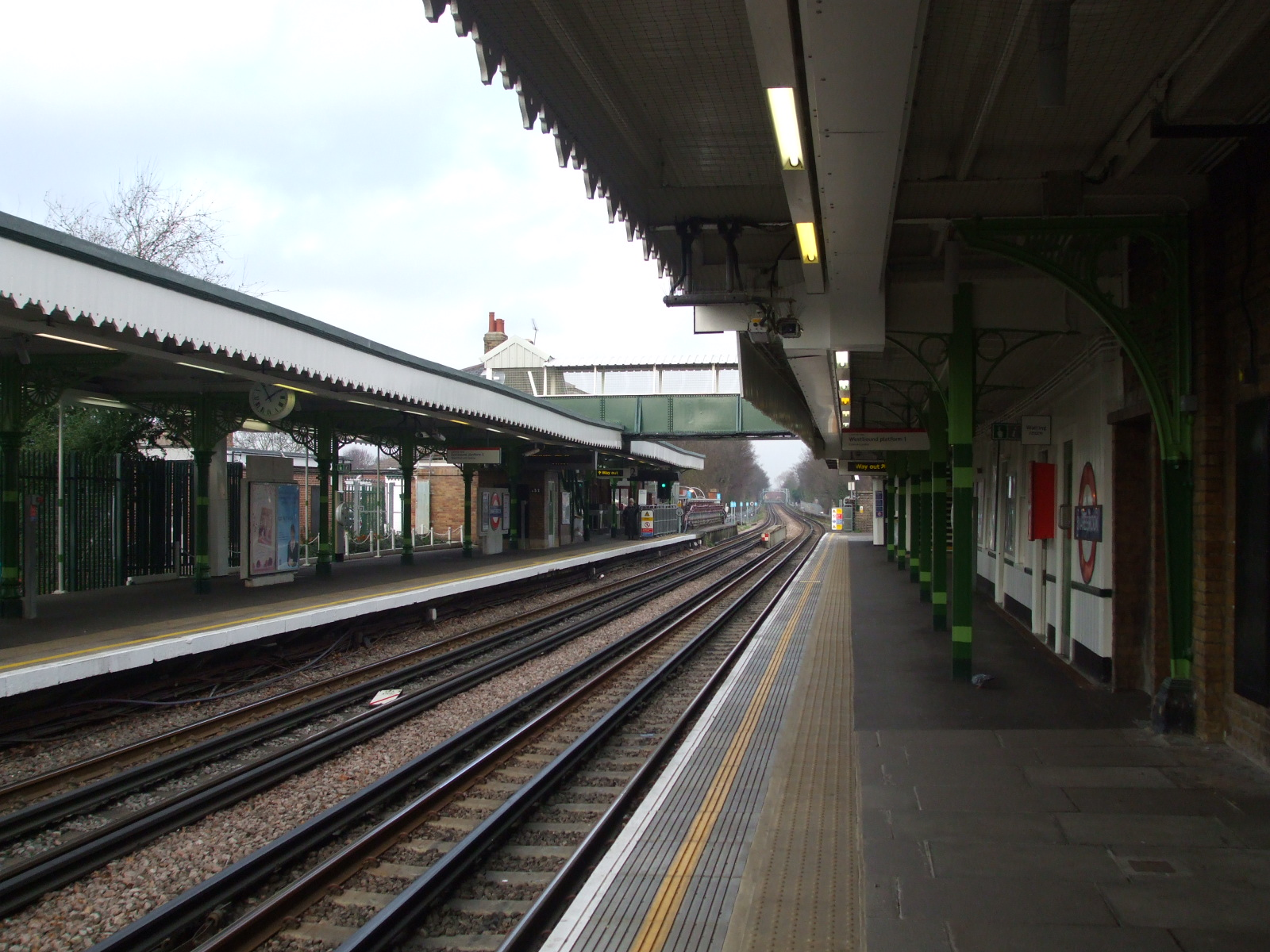
Bahnsteig

Snaresbrook ist eine oberirdische Station der London Underground im Stadtbezirk London Borough of Redbridge. Sie liegt in der Travelcard-Tarifzone 4 an der High Street. Im Jahr 2013 nutzten 2,59 Millionen Fahrgäste diese von der Central Line bediente Station.
Die Eröffnung der Station erfolgte am 22. August 1856 durch die Eastern Counties Railway (ECR), als Teil der neu erbauten Strecke von Stratford nach Loughton, die neun Jahre später bis Ongar verlängert wurde. 1862 ging die ECR in der Great Eastern Railway auf, diese wiederum 1923 in der London and North Eastern Railway. Nach einigen baulichen Anpassungen befuhren am 14. Dezember 1947 erstmals U-Bahn-Züge der Central Line die Strecke.
Die 1893 teilweise umgebaute Station ist ein typisches Beispiel viktorianischer Bahnarchitektur, mit einem Hauptgebäude aus Ziegelsteinen sowie Bahnsteigdächern aus Gusseisen und Holz. Auf dem westlichen Bahnsteig entstand 1948 ein zusätzliches Fahrkartenhäuschen, das jedoch nicht mehr verwendet wird.